# Cappella Coloniensis
Die vom WDR gegründete Cappella Coloniensis ist ein seit 1954 bestehendes Orchester, das Kompositionen im Sinne der historischen Aufführungspraxis zu Gehör bringt. Der Schwerpunkt liegt dabei auf der Musik der Barockzeit, aber auch Werke der Klassik und der Romantik werden eingespielt.

## Geschichte
Die (namentlich von Edmund Nick) gegründete Cappella Coloniensis gilt als weltweit erstes Originalklangorchester.
In den 1960er und 1970er Jahren unternahm das Orchester Konzerttourneen in die UdSSR, in den Nahen und Fernen Osten, nach Nord- und Südamerika sowie innerhalb Europas.
Anfang der 1980er Jahre wurden unter Leitung von Gabriele Ferro und unter Mitwirkung von Sängern wie Fiorenza Cossotto und Francisco Araiza erste Aufnahmen romantischer Opernliteratur von Gioachino Rossini gemacht.
Das Orchester wurde u. a. von den Dirigenten Ulf Björlin, Wilfried Boettcher, William Christie, Marcel Couraud, Daniel Chorzempa, Gabriele Ferro, Georg Fischer (auch György Fischer), John Eliot Gardiner, Reinhard Goebel, Günter Kehr, Eigel Kruttge, Sigiswald Kuijken, Ferdinand Leitner, Hans-Martin Linde, Rolf Reinhardt, Joshua Rifkin, Paul Sacher, Michael Schneider, Hanns-Martin Schneidt, Andreas Spering, August Wenzinger und Günther Wich geleitet. Zu den Mitgliedern der Cappella Coloniensis gehörte unter anderem der Bratschist Franz Beyer.
Unter Bruno Weil, der seit 1997 häufig das Orchester dirigiert und inzwischen zum Künstlerischen Leiter gewählt wurde, wurde die Cappella zweimal mit dem Echo-Klassik-Preis der Deutschen Schallplattenindustrie ausgezeichnet.
Es entstanden mit Bruno Weil außerdem CD-Aufnahmen der Weber-Opern Der Freischütz und Abu Hassan sowie der Oper Endimione von Johann Christian Bach.  Im Juni 2004 wurde die CD einer konzertanten Aufführung der Erstfassung des Fliegenden Holländers von Richard Wagner in der Philharmonie Essen veröffentlicht.
2004 gab der WDR die Trägerschaft der Cappella Coloniensis auf. Seitdem steht das Orchester auf eigenen Beinen.

## Diskografie (Auswahl)
- Tonträger (Publikationen) mit der Cappella Coloniensis im Katalog der Deutschen Nationalbibliothek
- Aufnahmen der Cappella Coloniensis bis 2004 – Verzeichnis, zusammengestellt von Friedrich Schneider (Bonn, 29. Mai 2014)